# Trigonidium egertonianum
Trigonidium egertonianum är en orkidéart som beskrevs av James Bateman och John Lindley. Trigonidium egertonianum ingår i släktet Trigonidium och familjen orkidéer. Inga underarter finns listade i Catalogue of Life.